# Supermercados Monterey
Supermercados Monterey fue una cadena de supermercados creada en los años 1950 en el Perú. Contaba con tiendas en Lima, Arequipa, Trujillo, Chiclayo, Cusco, Piura, Sullana y Talara. Monterey pertenecía a los mismos dueños de la cadena de tiendas por departamento Oechsle. La empresa cesó sus operaciones en el año 1993.

## Historia

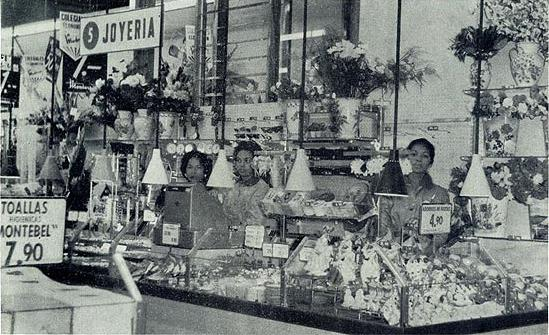
Interior del primer local de Monterrey en el jirón de la Unión.

En 1954 se inauguró el primer supermercado "Monterrey" gracias a una asociación entre el suizo Bruno Tschudi y la familia Benavides en el emblemático Jirón de la Unión, en pleno centro histórico de la ciudad de Lima. A lo largo de las décadas, la cadena abrió varias tiendas tanto en la capital como en Arequipa, Cusco, Trujillo y Piura.

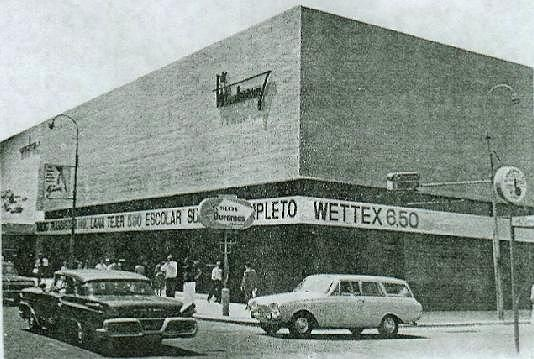
Local de Monterrey en la avenida Larco, Miraflores

Cuando llegó a Arequipa y se estableció en la calle Mercaderes, y posteriormente en su local en el Centro Comercial Cayma, encontró que ya existía un establecimiento llamado "Casa Monterrey" ubicado en la calle Dean Valdivia, en el centro de Arequipa, el cual había existido desde 1961 y se dedicaba a la venta de ropa y calzado. Casa Monterrey tenía ya registrado el nombre y por lo tanto era de su propiedad de marca por lo que le estableció un juicio, es decir, Casa Monterrey enjuició a los Supermercados Monterrey por uso ilícito del nombre, determinando la justicia peruana que efectivamente los supermercados Monterrey no podían usar el nombre propiedad de la Casa Monterrey. Es así que, para no perder el nombre completamente, los supermercados Monterrey tuvieron que quitarle una "r" a su nombre y quedar como "Monterey".
En el año 1991 el grupo Tschudi decidió vender la cadena por decisión familiar siendo adquirida por la familia Lau quienes asumieron la debacle financiera en la que los Tschudi dejaron su cadena e incluso fueron arrastrados económicamente a la quiebra de sus otras dos empresas: una que vendía menestras y la otra conservas, dejando deudas al fisco, beneficios sociales sin pagar, deudas a proveedores y acreedores y un cierre violento en su sede principal el 23 de diciembre del mismo año dejando al personal sin gratificación ni pago de salarios de ese mes. Posteriormente ingresó una junta liquidadora que hizo su esfuerzo por tratar de arreglar las cosas pero de forma muy lenta y llamando por teléfono al personal perjudicado. Durante esa época del primer gobierno de Alberto Fujimori, Perú atravesaba el cambio de moneda del devaluado inti al nuevo sol debido a la hiperinflación. 
La situación de crisis económica, social y política por la que atravesó el país entre mediados de la década de los años '80 y comienzos de los años '90, causó una destrucción total de todas las empresas de retail nacionales y siendo Monterey el líder de los supermercados en ese tiempo, no podía estar al margen de todo el terrible problema que se vivía con una inflación que marcaba récords mundiales y el avance del terrorismo en la sociedad peruana. Ante este panorama, Monterey tuvo que cerrar sus operaciones a comienzos de 1993.
Muchos de los locales que tuvo la cadena en la ciudad de Lima fueron arrendados por otras cadenas o supermercados mucho más pequeños como empresas o simplemente dejados en un total abandono.